# The Colbert Report
The Colbert Report es un programa de comedia y sátira política estadounidense, presentado por Stephen Colbert que se emitía 4 días a la semana en Comedy Central desde el 17 de octubre de 2005 al 18 de noviembre de 2014 contando con 1447 episodios. El programa se centraba en un reportero ficticio llamado "Stephen Colbert", interpretado por el presentador del mismo nombre. El personaje, descrito por Colbert como un "bien intencionado, poco informado, idiota de alto estatus", es una caricatura de los expertos políticos en televisión. Además, el programa satirizaba los programas políticos de opinión conservadores, más concretamente The O'Reilly Factor emitido por Fox News. The Colbert Report es un spin-off de The Daily Show, donde Colbert también actuó como corresponsal durante varios años mientras desarrollaba el personaje.
Fue creado por Colbert, Jon Stewart y Ben Karlin. El guion del programa estaba basado en improvisación, y a menudo ridiculizaba sucesos de actualidad. Su estructura también incluía una entrevista con un invitado, en la que el personaje de Colbert intenta deconstruir el argumento de su oponente. El programa se grababa en Nueva York en el vecindario de Hell's Kitchen, el set del programa es "hiper-americano", representando el ego del personaje. El programa se grababa y emitía de lunes a jueves con tres semanas de descanso durante distintos periodos del año.
The Colbert Report vio un inmediato éxito por parte de crítica y audiencia, llevando al programa a ganar numerosos premios, incluyendo dos prestigiosos Peabody Awards. La influencia cultural del programa —la cual ocasionalmente requería participación por parte de la audiencia, apodada the Colbert Nation— se extendió varias veces más allá del programa. Este impacto incluyó al personaje presentándose como candidato a la Presidencia de los Estados Unidos dos veces, copresentando una concentración en el National Mall, sirviendo como anfitrión en la Cena de Corresponsales de la Casa Blanca y estableciendo un Super PAC que recaudó millones de dólares. En adición, el programa inspiró varias formas de contenido multimedia, incluyendo música y varios libros superventas.
En España se emitió en Canal+ Xtra en versión original subtitulada.